# Llac subglacial

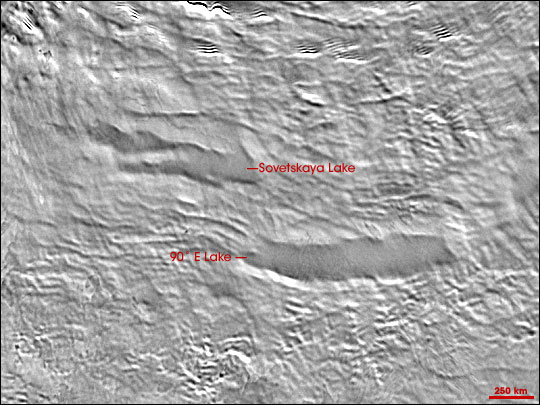
NASA MODIS imatge de dos llacs subglacials a l'Antàrtida.

Un llac subglacial és un llac sota una glacera o sota un casquet de gel. El llac més gran d'aquest tipus és el llac Vostok sota l'Estació Vostok, a l'Antàrtida i té una superfície de 14.000 km². L'aigua sota el gel es manté en estat líquid gràcies a la calor geotèrmica i a la pressió de la capa de glaç que fa que el punt de fusió es trobi per sota de zero graus. Hi ha proves de llacs subglacials en altres planetes del sistema solar, en concret al satèl·lit de Júpiter, Europa.
Els llacs subglacials conserven mostres i dades del clima del passat referents als hàbitats, la vida, els fluxos biogeoquímics, la hidrologia, la circulació d'aigua i el els canvis geomorfològics.
Un inventari recent localitza 773 llacs subglacials a la Terra: 675 a l'Antàrtida, 64 a Groenlàndia, 2 sota la capa de gel de Devon (Devon Ice Cap), 6 sota els casquets glacials d'Islàndia i 26 en glaceres de vall.

## Formació

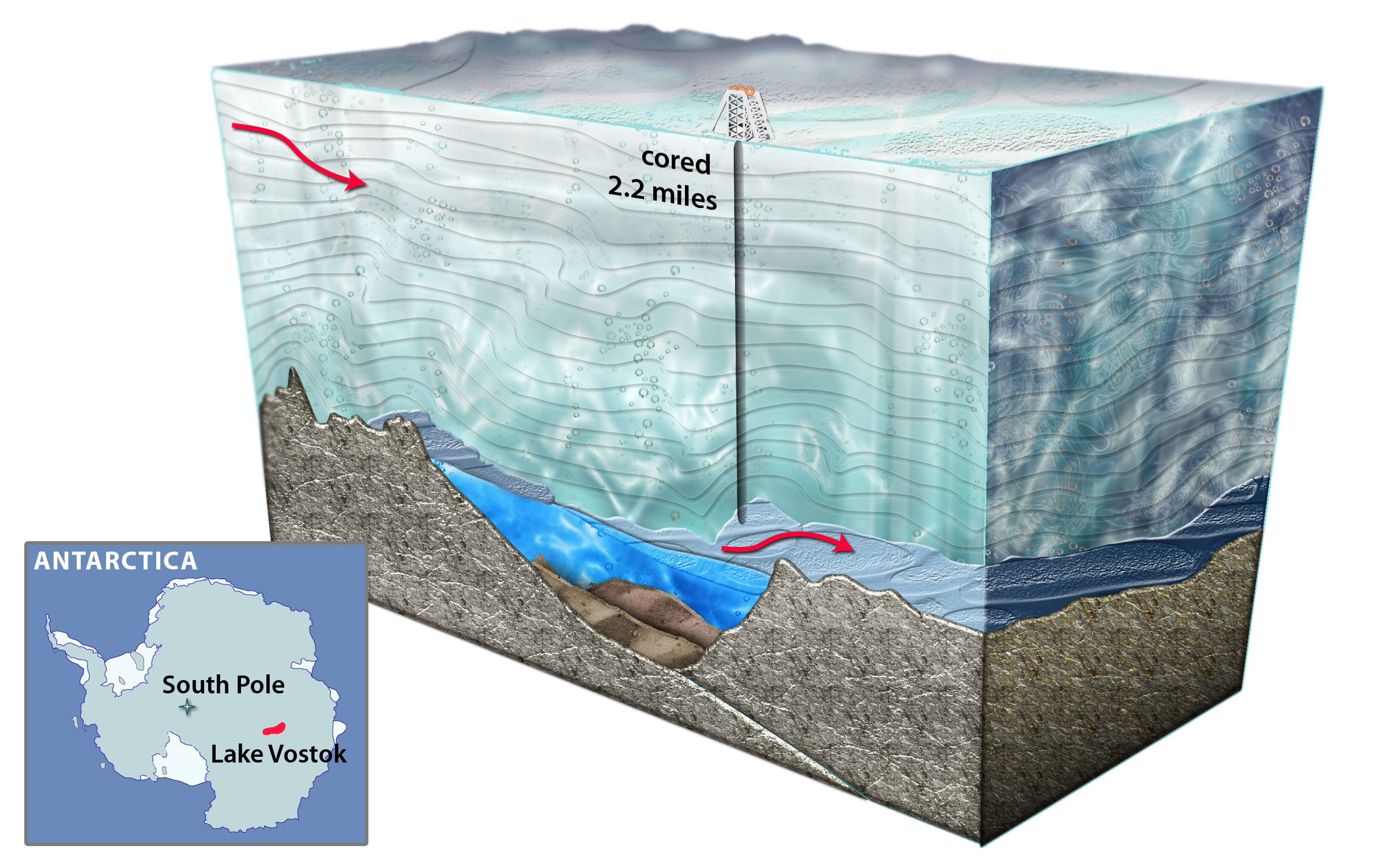
Llac Vostok. Esquema: llit de la glacera, llac i gruix de gel.

Els llacs subglacials es formen sota el gel per l'energia que genera l'interior de la Terra que irradia cap a l'escorça calor geotèrmica. La calor escalfa i fon el llit on reposen les plaques de gel de la gelera. En el gel acumulat en el fons de les depressions del terreny és on es formen els llacs subglacials amb l'aigua del gel desglaçat. La pressió o pes del gruix de gel acumulat en aquestes depressions topogràfiques també genera calor i provoca la fusió del gel en contacte amb el llit de la glacera.
El llac subglacial més concorregut és molt probablement Grímsvötn sota el casquet glacial Vatnajökul a Islàndia, originat per la calor "volcànica" i la fusió tèrmica sota la capa de gel.
El llac antàrtic Vostok està sobre una regió on existeix una transferència de calor geotèrmica "normal", on roman perquè la capa de gel és tan gruixuda que el gel adquireix el punt de fusió per la pressió.

## Història
El científic Andrei Kapitsa, al final de la dècada de 1950, va estudiar l'existència d’un gran llac, amb aigua dolça i sota el gel, a l'enclavament de la base antàrtica Vostok. El 1966, científics russos i britànics van confirmar-ho. El llac és sota un gruix de gel que s'aproxima als.600 m, té una superfície de 15.690 km² i una profunditat mitjana de 344 m. El 2012, es va aconseguir perforar la capa de gel fins a l’aigua del llac.
Els científics han localitzat més de 200 llacs subglacials a l'Antàrtida.
Un dels llacs subclacials localitzats recentment és el llac Snow Eagle. Té aproximadament 42 km de longitud i 370 km² , i és un dels llacs subglacials més grans de l'Antàrtida. Per confirmar l'existència del llac subglacial es van fer cerques i controls amb un radar i sensors que mesuraven els petits canvis en la gravetat i el camp magnètic de la Terra.